# Кірою-Пеминтень
Кірою-Пеминтень, Кірою-Пеминтені (рум. Chiroiu-Pământeni) — село у повіті Яломіца в Румунії. Входить до складу комуни Дрегоєшть.
Село розташоване на відстані 36 км на північний схід від Бухареста, 68 км на захід від Слобозії, 137 км на південний схід від Брашова.

## Населення
За даними перепису населення 2002 року у селі проживала 61 особа, усі — румуни. Усі жителі села рідною мовою назвали румунську.